# Championnat de Sainte-Lucie de football
Le championnat de Sainte-Lucie de football est une compétition sous l'égide de la fédération de Sainte-Lucie de football.

## Équipes participantes en 2022
| \| El Niños GMC United Northern United Platinum Uptown Rebels Victory Eagles Monchy United Ti Rocher VSADC B1 FC \| Localisation des équipes engagées. |
| El Niños GMC United Northern United Platinum Uptown Rebels Victory Eagles Monchy United Ti Rocher VSADC B1 FC                                          |

| Équipe                    | Ville      | Stade                      |
| ------------------------- | ---------- | -------------------------- |
| Platinum FC               | Vieux Fort | Philip Marcellin Grounds   |
| SLSO Monchy United        | Monchy     |                            |
| Northern United All Stars | Gros Islet | Gros Islet Cricket Oval    |
| GMC United                | Gros Islet | Gros Islet Cricket Oval    |
| Uptown Rebels             | Vieux Fort | Philip Marcellin Grounds   |
| El Niños                  | Blanchard  | Desruisseaux Playing Field |
| VSADC                     | Castries   |                            |
| Ti Rocher                 | Ti Rocher  |                            |
| Victory Eagles SC         | Vieux Fort |                            |
| B1 FC                     | Castries   |                            |

## Palmarès
- 1980 : Dames SC (Vieux Fort)
- 1981 : Uptown Rebels (Vieux Fort)
- 1982 à 1996 : inconnu
- 1997 : Pioneers FC (Castries)
- 1998 : Mabouya Valley Rovers
- 1999 : Roots Alley Ballers (Vieux Fort)
- 2000 : Roots Alley Ballers (Vieux Fort)
- 2001 : VSADC (Castries)
- 2002 : VSADC (Castries)
- 2003-2004 : Roots Alley Ballers (Vieux Fort)
- 2004-2005 : Northern United (Gros Islet)
- 2005-2006 : Canaries (Canaries)
- 2006-2007 : GYSO (Soufrière)
- 2007-2008 : GYSO (Soufrière)
- 2008 : Aux Lyons United (Mabouya Valley)
- 2009 : Roots Alley Ballers (Vieux Fort)
- 2010 : Northern United All Stars (Gros Islet)
- 2011 : VSADC (Castries)
- 2012 : VSADC (Castries)
- 2013 : Big Players FC (Marchand)
- 2014 : Non tenu
- 2015 : Young Roots FC
- 2016 : Survivals FC (Mabouya Valley)
- 2017 : Northern United (Gros Islet)
- 2018 : Platinum FC
- 2019 : Platinum FC
- 2020 : Titre non décerné
- 2021 : Platinum FC
- 2022 : B1 FC